# Phocoena phocoena
La focena comune chiamata anche marsovino o marsuino (Phocoena phocoena [Linnaeus, 1758) è una delle sei specie di focene. È uno dei più piccoli mammiferi oceanici. Come indica il suo nome comune inglese, harbour porpoise (propr. ‘focena dei porti’), risiede nei pressi delle aree costiere o degli estuari dei fiumi e per questo è la focena più familiare agli osservatori dei cetacei. Spesso questa focena si avventura nei fiumi ed è stata vista a centinaia di miglia dalla costa.

## Descrizione fisica
La focena comune è un po' più piccola delle altre focene. Alla nascita è lunga circa 67-85 cm. Entrambi i sessi misurano dagli 1,4 m agli 1,9 m. Nelle dimensioni le femmine sono più pesanti, con un peso massimo di circa 76 kg rispetto ai 61 kg dei maschi. Il corpo è robusto e l'animale presenta la massima circonferenza proprio davanti alla sua pinna dorsale triangolare. Il rostro è scarsamente marcato. Le pinne pettorali, la pinna dorsale, la pinna caudale e il dorso sono di colore grigio scuro. I fianchi sono leggermente tinteggiati di un grigio più chiaro. Le regioni inferiori sono più biancastre, sebbene solitamente siano presenti strisce grigie lungo la gola che vanno dalla bocca alle natatoie. Le focene dei porti possono vivere fino a 25 anni.

## Popolazione e distribuzione
Questa specie è diffusa nelle più fredde acque costiere dell'emisfero settentrionale, soprattutto in aree con una temperatura media di 15 °C. Nell'Atlantico, le focene comuni sono presenti in una striscia di acqua di forma concava che va dalle coste dell'Africa occidentale fino al litorale orientale degli Stati Uniti, comprendendo le coste di Spagna, Francia, Belgio, Paesi Bassi, Regno Unito, Irlanda, Norvegia, Islanda, Groenlandia e Terranova. In tempi preistorici questo animale veniva cacciato dagli abitanti di Alby, sulla costa orientale di Oland, in Svezia. Nell'oceano Pacifico è presente una banda dalla forma simile che va dal mar del Giappone, attraverso Vladivostok, lo stretto di Bering e l'Alaska, fino a Seattle e a Vancouver. Delle popolazioni in diminuzione sono presenti nel mar Nero e nel mar Baltico.

## Prede e predatori

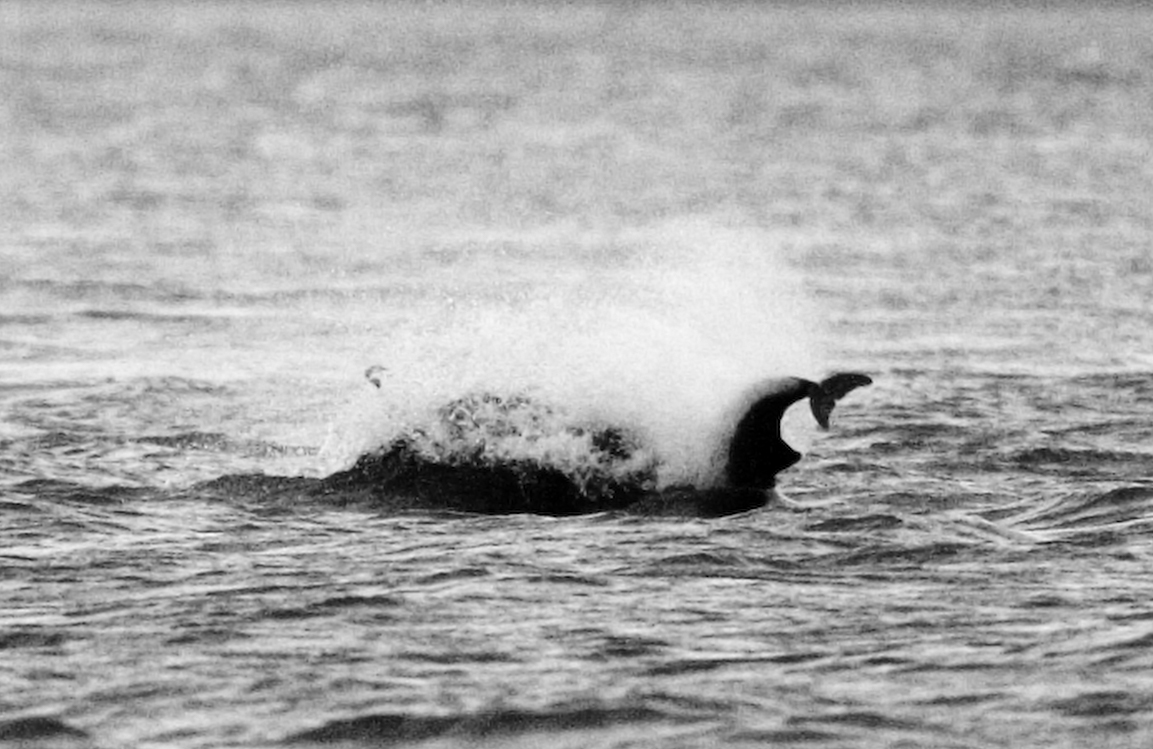
Un tursiope attacca e uccide una focena comune a Chanonry Point, in Scozia

Le focene comuni si nutrono per la maggior parte di piccoli pesci, specialmente di aringhe, capelin e spratti. L'immersione più profonda registrata è stata di 224 m di profondità. Le giovani focene per sopravvivere hanno bisogno di consumare una quantità di cibo pari al 7-8% del proprio peso corporeo ogni giorno.
Tra i predatori più importanti delle focene dei porti ci sono gli squali bianchi e le orche. I ricercatori dell'università di Aberdeen, in Scozia, hanno anche scoperto che i tursiopi locali attaccano e uccidono le focene comuni, non per nutrirsene, ma a causa della competizione dovuta ad un impoverimento delle riserve alimentari.

## Conservazione
Le focene comuni non sono e non sono mai state cacciate attivamente dai balenieri, dal momento che sono troppo piccole per suscitarne l'interesse. La popolazione globale è di qualche centinaio di migliaia di esemplari e non è sotto la minaccia di estinzione totale. Preoccupa comunque il grande numero di focene catturate ogni anno nelle reti da pesca e in altri attrezzi da pesca. Questo fatto ha portato ad una diminuzione documentata del numero delle focene comuni nei mari dove l'industria della pesca è molto fiorente, come il Nero e il Baltico. È risaputo che l'ecolocazione delle focene è sufficientemente in grado di percepire la presenza delle reti, ma questo non riesce a impedire alle focene di finire in trappola. Gli scienziati hanno sviluppato segnali da applicare alle reti per cercare di distogliere la curiosità delle focene. Questi non sono ancora molto diffusi e sono sorte anche delle controversie riguardo al loro uso - sono state sollevate preoccupazioni sul fatto che possano aumentare il tasso d'inquinamento dei mari.

## Galleria d'immagini

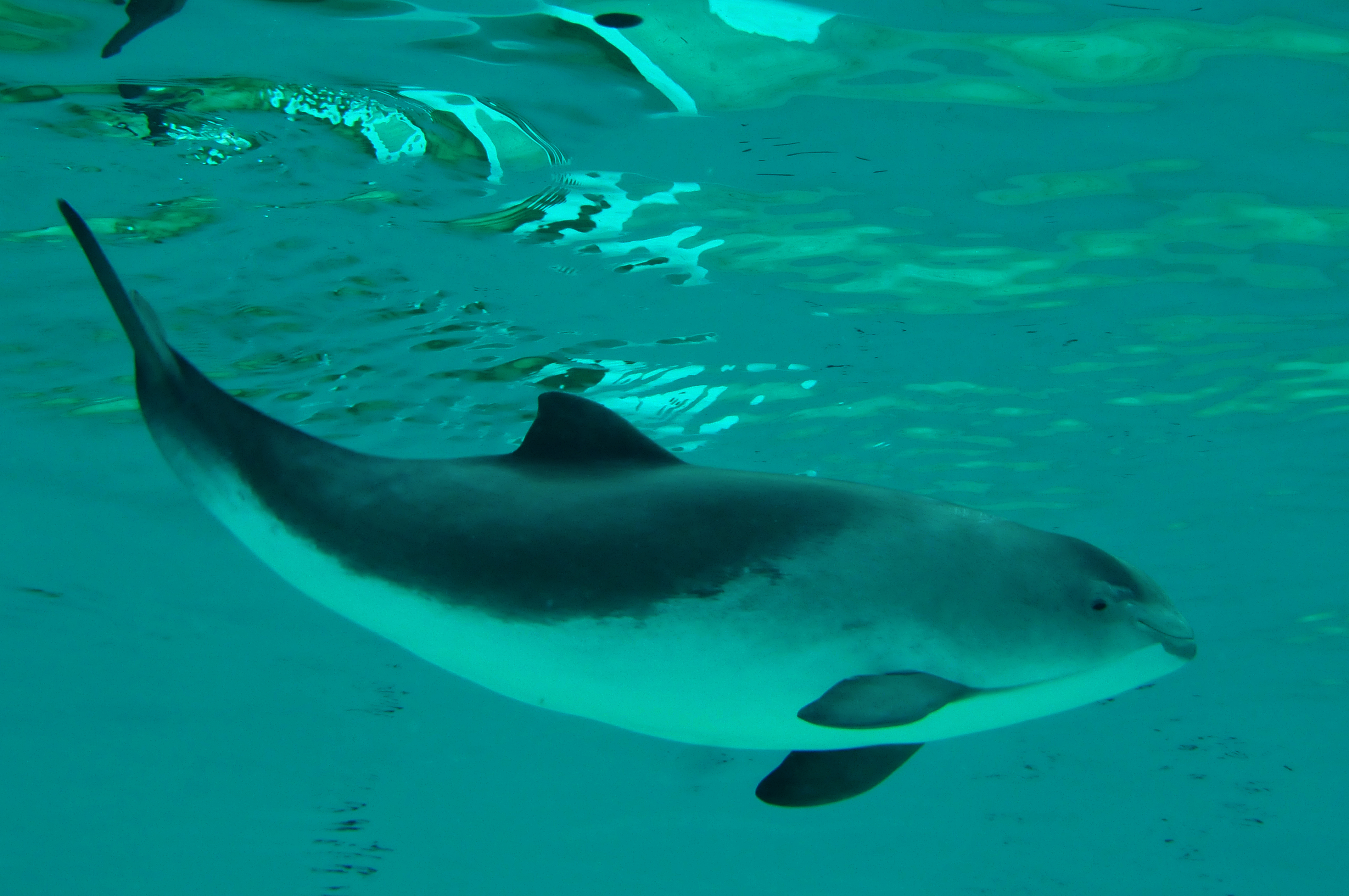
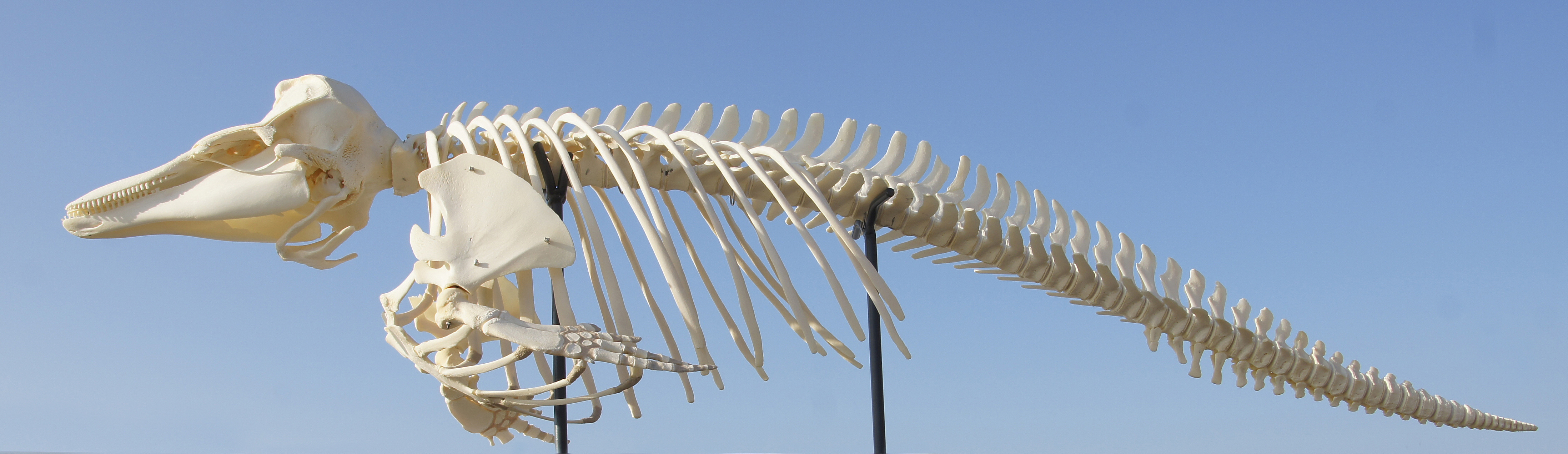
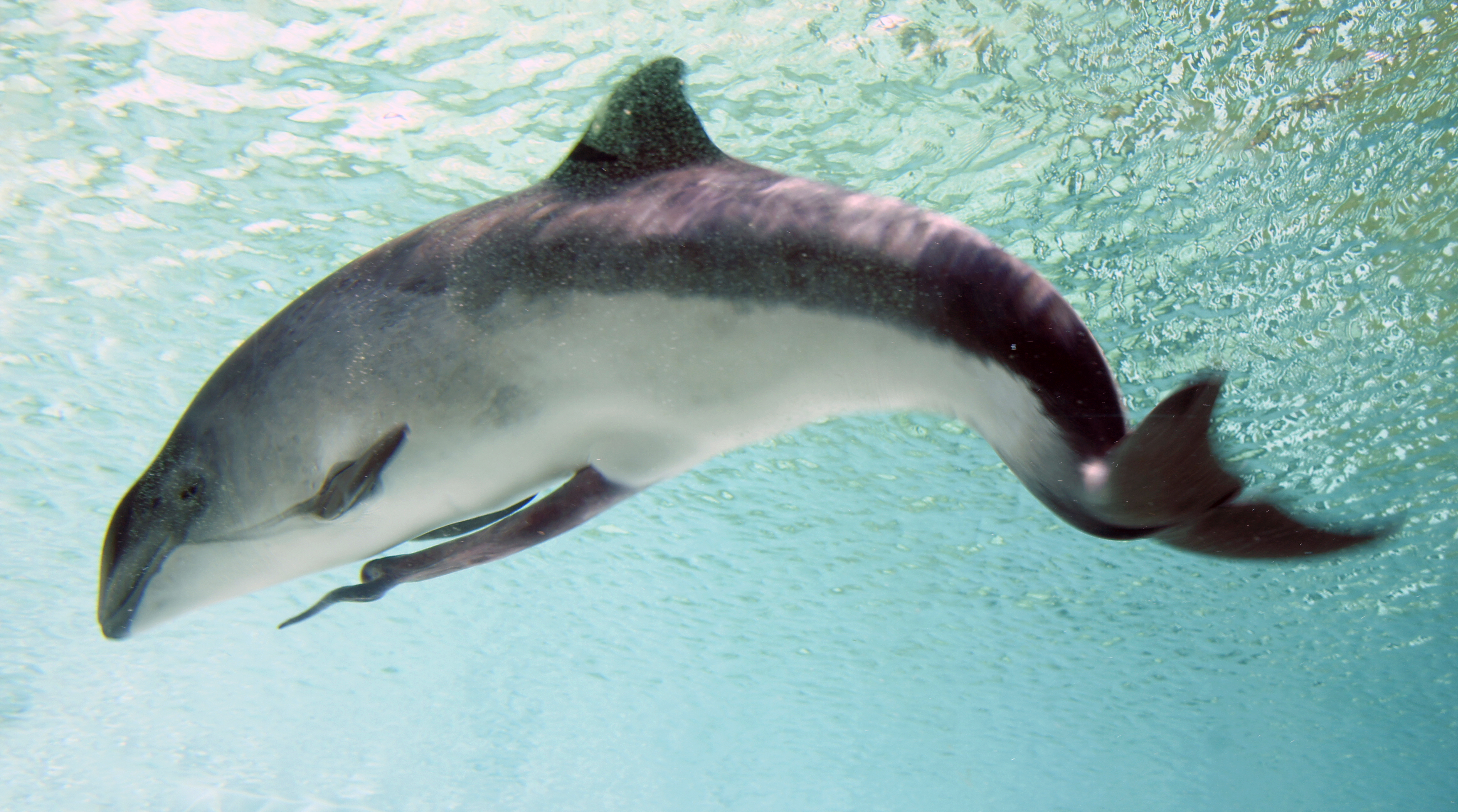